# Monika Hess
Monika Hess (* 24. Mai 1964 in Stans; verheiratete Monika Wicki-Hess) ist eine ehemalige Schweizer Skirennfahrerin. Sie war auf die Disziplinen Slalom, Riesenslalom und Kombination spezialisiert.

## Biografie
Die zwei Jahre jüngere Cousine von Erika Hess fuhr ab 1981 im Weltcup. Die ersten Weltcuppunkte holte sie am 22. Dezember 1981 als Zehnte des Riesenslaloms von Chamonix. In derselben Disziplin startete sie bei den Weltmeisterschaften 1982 in Schladming. Sie lag nach dem ersten Lauf an zweiter Stelle hinter ihrer Cousine, schied aber im zweiten Durchgang aus. Bei den einen Monat später ausgetragenen Juniorenweltmeisterschaften 1982 in Auron gewann Hess die Silbermedaille im Slalom. Im Weltcup folgten regelmässig Platzierungen im vorderen Mittelfeld, am 14. Dezember 1983 fuhr sie im Slalom von Sestriere zum ersten Mal aufs Podest.
Hess nahm an den Olympischen Winterspielen 1984 in Sarajevo teil, wo sie im Slalom den 11. und im Riesenslalom den 15. Platz erzielte. Der einzige Weltcupsieg gelang ihr am 26. Januar 1986, als sie eine Kombinationswertung für sich entschied, die sich aus einem Super-G in Megève und einem Slalom in Saint-Gervais-les-Bains zusammensetzte.
Ende der Saison 1986/87 erklärte Hess ihren Rücktritt. Sie war während mehrerer Jahre im Vorstand des Nidwaldner Skiverbands. Heute präsidiert sie in ihrem Wohnort Hergiswil den Verein für Begabtenförderung, der junge Skitalente fördert.
Hess ist mit dem Politiker Hans Wicki verheiratet.

## Erfolge

### Olympische Spiele
- Sarajevo 1984: 11. Slalom, 15. Riesenslalom

### Weltcup
- Saison 1985/86: 7. Kombinationswertung
- 17 Platzierungen unter den besten zehn, davon 1 Sieg:

| Datum               | Ort                            | Land       | Disziplin   |
| ------------------- | ------------------------------ | ---------- | ----------- |
| 25./26. Januar 1986 | Megève/Saint-Gervais-les-Bains | Frankreich | Kombination |

### Weitere Erfolge
- Junioren-WM 1982: 2. Slalom
- Europacup-Saison 1986/87: 4. Slalomwertung, 8. Gesamtwertung